# Metropolia Lilongwe
Metropolia Lilongwe – jedna z 2 metropolii kościoła rzymskokatolickiego w Malawi. Została ustanowiona 9 stycznia 2011.

## Diecezje
- Archidiecezja Lilongwe
  - Diecezja Dedza
  - Diecezja Karonga
  - Diecezja Mzuzu

## Metropolici
- Rémi Joseph Gustave Sainte-Marie (2011-2013)
- Tarcisius Gervazio Ziyaye (2013-2020)
- George Desmond Tambala (2021- )